# Юзия
Юзия — река в России, протекает по Ловозерскому району Мурманской области. Длина реки составляет 50 км, площадь водосборного бассейна 619 км².
Начинается в заболоченном елово-берёзовом лесу между горами Чирумпахн и Отдельная Тундра. В верхнем и среднем течении направляется на юго-восток по заболоченной долине, затем поворачивает на юг. В низовьях порожиста. Устье реки находится в 126 км по правому берегу реки Варзуга.

## Притоки
Основные притоки (км от устья):
- 2,8 км: Восточная Юзия[2] (лв)
- 23 км: Восточная Морозная[2] (лв)
- 35 км: Северная Юзия[2] (лв)

## Данные водного реестра
По данным государственного водного реестра России относится к Баренцево-Беломорскому бассейновому округу, водохозяйственный участок реки — реки бассейна Белого моря от западной границы бассейна реки Иоканга (мыс Святой Нос) до восточной границы бассейна реки Нива, без реки Поной. Речной бассейн реки — бассейны рек Кольского полуострова и Карелии, впадает в Белое море.
Код объекта в государственном водном реестре — 02020000212101000007745.